# Етандеј
Етандеј (фр. Estandeuil) насеље је и општина у централној Француској у региону Оверња, у департману Пиј де Дом која припада префектури Клермон Феран.
По подацима из 2011. године у општини је живело 385 становника, а густина насељености је износила 40,15 становника/km². Општина се простире на површини од 9,59 km². Налази се на средњој надморској висини од 526 метара (максималној 626 m, а минималној 452 m).

## Демографија
| 1962. | 1968. | 1975. | 1982. | 1990. | 1999. | 2011. |
| ----- | ----- | ----- | ----- | ----- | ----- | ----- |
| 157   | 177   | 146   | 147   | 208   | 275   | 385   |

График промене броја становника у току последњих година